# CEP120
CEP120‏ (Centrosomal protein 120) هوَ بروتين يُشَفر بواسطة جين CEP120 في الإنسان.